# Lago Bonney
O lago Bonney (77° 43′ S, 162° 22′ L), é um lago com salinidade alta, ou seja é um lago de água salgada, que possui uma cobertura de gelo permanente, localizado no extremo oeste do Vale taylor, dentro do Vale Seco McMurdo, na região da Terras Vitória, na Antártida.
O lago possui 7 km de comprimento, e até 900 metros de largura. No local há um canal estreito de apenas 50 metros de largura (chamado Estreito de Bonney), separando o lago em dois (o lago leste com 3,32 km2) e o (lago oeste com 990 m2).
Ao norte e ao sul do lago há picos acima de 1500 metros de altitude, e na parte oeste do lago está a geleira Taylor. O lago Bonney, tem uma profundidade de até 40 metros, e está perpétuamente coberto com uma camada de gelo de aproximadamente de 3 a 7 metros.
O lago foi visitado pela primeira vez, por volta dos anos 1901 a 1904, pela Expedição Britânica Antártica. Foi nomeado pela expedição posterior, liderada por Thomas George Bonney, professor de geologia da Universidade de Londres, Inglaterra (1877 - 1901).
O Lago Bonney, é um dos dos principais lagos estudados pela Fundação de Ciência Nacional.
Em 2007 a Nasa, com o seu robô submersível autônomo, chamado Endurance, com o objetivo de explorar todo o lago e estudar seus contornos e a Ecologia. o robô foi construído pela Stone Aerospace, que também desenvolveu, o Submersível Depthx. o projeto Endurance, foi liderada por Peter Doran, e com os co-pesquisadores Bill Stone e John Priscu. Os cientistas descobriram um Ecossistema muito antigo sob a Geleira taylor, próximo ao Lago Bonney. Este ecossistema sobrevive transformando os compostos de Enxofre e ferro.
A pesquisa serviu como um estágio para o desenvolvimento de um robô autônomo submersível, que poderia explorar os Oceanos existentes na Lua Europa.

## Afluentes

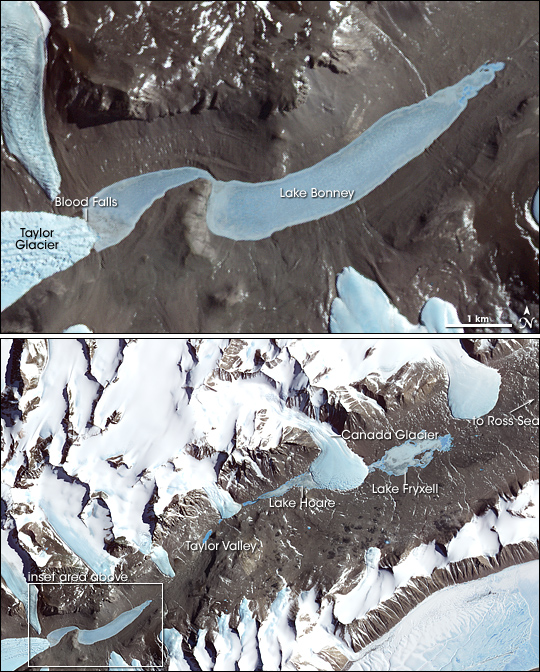
Imagem da área por satélite

O Lago Bonney, é alimentado por Riachos de água derretida, e são eles:
- Riacho Bartlette
- Riacho Bohner
- Riacho Doran (cujo afluente é o Riacho Priscu)
- Riacho Lawson
- Riacho Lizotte
- Riacho Lyons
- Riacho Mason
- Riacho Priscu (o maior de todos, com 3.8 km)
- Rio Red
- Riacho Santa Fé
- Riacho Sharp
- Riacho Vincent